# Antoni Józef Lanckoroński
Antoni Józef Lanckoroński herbu Zadora (ur. 1760, zm. 1830) – rotmistrz kawalerii narodowej w 1788, poseł na sejm 1780, 1782, 1786 oraz Sejm Wielki, członek Komisji Edukacji Narodowej i Towarzystwa Przyjaciół Konstytucji w 1791, we władzach insurekcji kościuszkowskiej w 1794. Od 1805 austriacki szambelan, a od 1808 tajny radca w Galicji, w latach 1825-1829 marszałek sejmu galicyjskiego, wolnomularz loży „Pod Trzema Hełmami na Wschodzie Krakowa” od 1781.
Posiadał polskie Order Orła Białego (1791) oraz Order Świętego Stanisława (1780), austriacki Order Złotego Runa (1817) i duński Krzyż Wielki Orderu Danebroga (1815).